# Barak (groupe)
Pour les articles homonymes, voir Barak.
Barak est un groupe équatorien de pop rock, originaire de Quito.

## Histoire
En 1996, ils sortent leur premier album, Entre nosotros estamos ustedes, sur le label local Psiqueros Records, le même label qui promouvra d'autres groupes émergents de l'époque, tels que Blaze et Sobrepeso, au cours des années 1990. En février 1999, le groupe participe au festival Pululahua, Rock desde el Volcán, partageant la scène avec les groupes La Ley, Lucybell, Babasónicos et d'autres.
Après une pause de plusieurs années de concerts sporadiques, Barak publie El primer viaje en 2017, où le groupe compile les chansons de son premier album en 1996.

## Discographie
- 1996 : Entre nosotros estamos ustedes
- 2017 : El primer viaje
- 2018 : El segundo viaje
- 2020 : El tercer viaje
- 2023 : El cuarto viaje